# Novaja Čara
Novaja Čara (in russo Новая Чара?) è un insediamento di tipo urbano della Russia, centro amministrativo (dal 24 luglio 2020) del distretto municipale (муниципальный округ) Kalarskij del Territorio della Transbajkalia.
Il villaggio si trova a 2 km dal fiume Čara. Nell'insediamento si trova l'omonima stazione ferroviaria della Ferrovia Bajkal-Amur.